# 267. п. н. е.

## Догађаји
- Започео Хремонидин рат